# 196411 Umurhan
196411 Umurhan este o planetă minoră (asteroid) din centura de asteroizi. A fost descoperită pe 1 aprilie 2003 la Observatorul Național Kitt Peak de Marc Buie⁠(d). 
Obiectul prezintă o orbită caracterizată de o semiaxă mare de 2,2924259289006 UAi, o excentricitate de 0,1, o înclinație de 2,1 ° în raport cu ecliptica.